# Heinersreuth (Presseck)

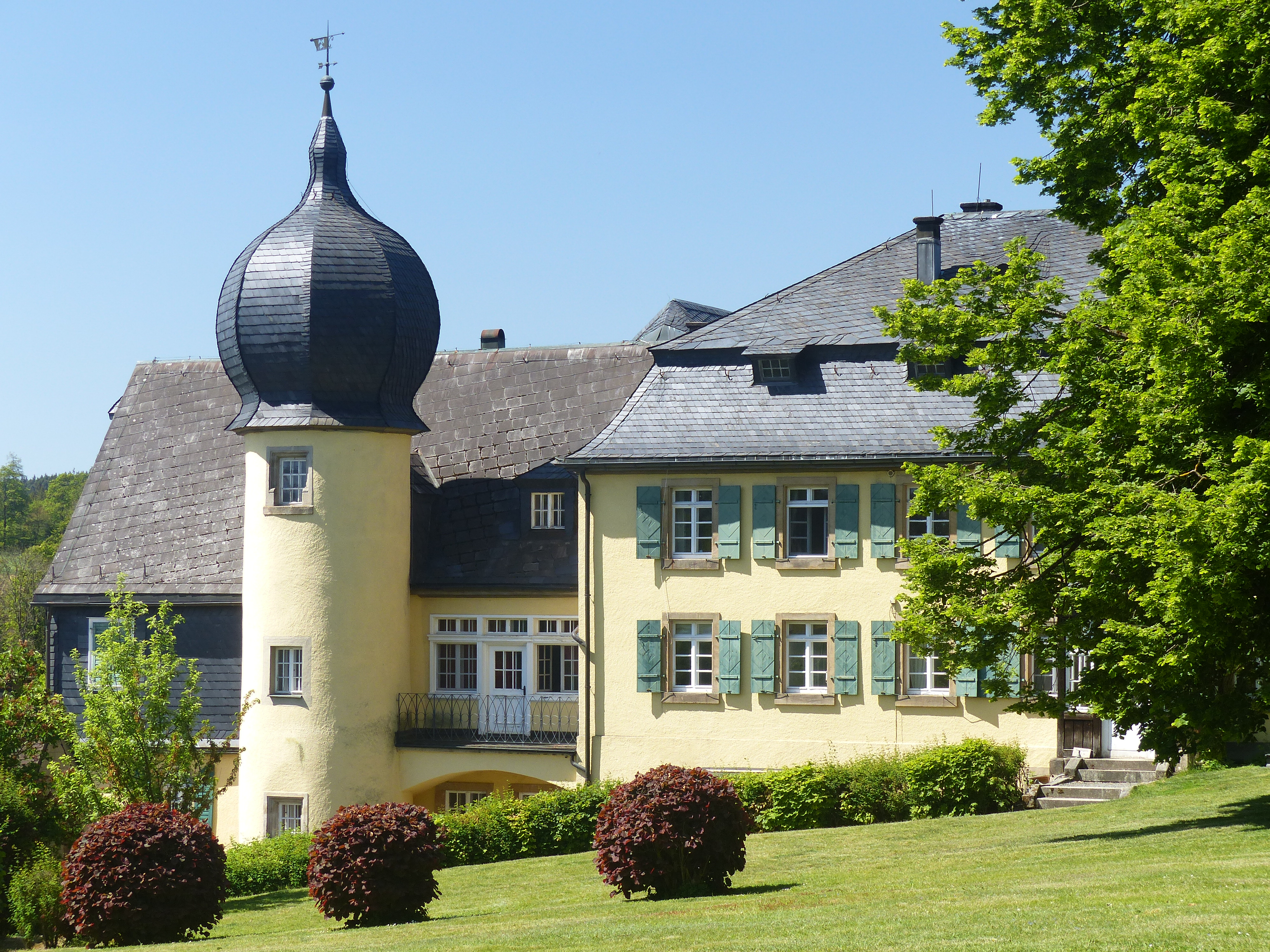
Das Alte Schloss Heinersreuth

Heinersreuth ist ein Gemeindeteil des Marktes Presseck im Landkreis Kulmbach (Oberfranken, Bayern). Heinersreuth liegt in der Gemarkung Heinersreuth.

## Geografie
Das Dorf liegt am Fuße der Höhe (677 m ü. NHN), einer Erhebung des Frankenwaldes. Die Staatsstraße 2195 führt nach Enchenreuth (2,2 km östlich) bzw. über Schnebes nach Presseck (3 km südwestlich).

## Geschichte
1397 kaufte Konrad von Wildenstein die Wüstung Heinersreuth von Hans Haueisen. Das Alte Schloss wurde im 15. Jahrhundert errichtet. Ab 1697 hatte die reichsunmittelbare Adelsfamilie der von Wildenstein eine eigene Gerichtsbarkeit, der auch der Heinersreuth unterstand.
Gegen Ende des 18. Jahrhunderts bestand Heinersreuth aus 23 Anwesen (2 Höfe, 2 Halbhöfe, 1 Wirtshaus mit Brau, 6 Güter, 11 Tropfhäuser). Das Hochgericht sowie die Vogtei und Grundherrschaft übte die Herrschaft Wildenstein aus.
Als die reichsritterschaftlichen Territorien im Bereich des Frankenwaldes infolge des Reichsdeputationshauptschlusses mediatisiert wurden, wurde Heinersreuth unter Bruch der Reichsverfassung am 1. November 1805 vom Kurfürstentum Pfalz-Baiern annektiert. Damit wurde das Dorf zum Bestandteil der bei der „napoleonischen Flurbereinigung“ in Besitz genommenen neubayerischen Gebiete, was erst im Juli 1806 mit der Rheinbundakte nachträglich legalisiert wurde.
Mit dem Gemeindeedikt wurde 1808 der Steuerdistrikt Heinersreuth gebildet, zu dem Birken, Breiteneben, Elbersreuth, Elbersreuthermühle, Fels, Güldenstein, Köstenberg, Köstenhof, Kreuzknock, Pinzenhof, Schmölz, Schnebes und Wustuben gehörten. Im selben Jahr entstanden drei Ruralgemeinden:
- Heinersreuth mit Birken, Breiteneben, Elbersreuth, Elbersreuthermühle, Fels, Güldenstein, Kreuzknock, Pinzenhof, Schmölz und Wustuben;
- Köstenberg mit Köstenhof;
- Schnebes.

Die Gemeinde Heinersreuth war in Verwaltung und Gerichtsbarkeit dem Landgericht Stadtsteinach zugeordnet und in der Finanzverwaltung dem Rentamt Stadtsteinach (1919 in Finanzamt Stadtsteinach umbenannt). Von 1816 bis 1823 war das Herrschaftsgericht Heinersreuth zuständig. Ab 1862 gehörte Heinersreuth zum Bezirksamt Stadtsteinach (1939 in Landkreis Stadtsteinach umbenannt). Die Gerichtsbarkeit blieb beim Landgericht Stadtsteinach (1879 in Amtsgericht Stadtsteinach umgewandelt). Das Gemeindegebiet hatte 1964 eine Fläche von 9,524 Quadratkilometer. Am 1. Januar 1978 wurde die Gemeinde im Zuge der Gebietsreform in Bayern in die Gemeinde Presseck eingegliedert.

### Baudenkmäler
Am nordwestlichen Ortsrand von Heinersreuth befindet sich drei denkmalgeschützte Bauwerke, darunter das Alte Schloss Heinersreuth.

### Einwohnerentwicklung
Gemeinde Heinersreuth
| Jahr      | 1819   | 1840   | 1852   | 1855   | 1861   | 1867   | 1871   | 1875   | 1880   | 1885   | 1890   | 1895   | 1900   | 1905   | 1910   | 1919   | 1925   | 1933   | 1939   | 1946   | 1950   | 1952   | 1961  | 1970   |
| Einwohner | 426    | 584    | 605    | 625    | 632    | 646    | 695    | 708    | 713    | 681    | 630    | 616    | 600    | 570    | 569    | 531    | 478    | 430    | 396    | 614    | 571    | 516    | 425   | 351    |
| Häuser    |        |        |        |        |        |        | 80     |        |        | 81     | 79     |        | 76     |        |        |        | 81     |        |        |        | 82     |        | 92    |        |
| Quelle    | [ 14 ] | [ 15 ] | [ 15 ] | [ 15 ] | [ 16 ] | [ 17 ] | [ 18 ] | [ 19 ] | [ 20 ] | [ 21 ] | [ 22 ] | [ 15 ] | [ 23 ] | [ 15 ] | [ 24 ] | [ 15 ] | [ 25 ] | [ 15 ] | [ 15 ] | [ 15 ] | [ 26 ] | [ 15 ] | [ 9 ] | [ 27 ] |

Ort Heinersreuth
| Jahr      | 001818 | 001819 | 001861 | 001871 | 001885 | 001900 | 001925 | 001950 | 001961 | 001970 | 001987 |
| Einwohner |        | 170    | 230    | 269    | 266    | 258    | 217    | 271    | 209    | 173    | 144    |
| Häuser    | 30     |        |        |        | 27     | 27     | 31     | 34     | 42     |        | 50     |
| Quelle    | [ 8 ]  | [ 14 ] | [ 16 ] | [ 18 ] | [ 21 ] | [ 23 ] | [ 25 ] | [ 26 ] | [ 9 ]  | [ 27 ] | [ 1 ]  |

## Religion
Heinersreuth ist seit der Reformation gemischt konfessionell. Die Protestanten sind nach Heilige Dreifaltigkeit (Presseck) gepfarrt, die Katholiken gehören zur Pfarrei St. Jakobus der Ältere (Enchenreuth).